# 제7회 금마장
제7회 금마장(第7屆金馬獎)은 1969년 10월 30일 중화민국 타이베이시 중산당에서 열린 시상식이다.

## 수상 및 후보

### 작품상
- 소진춘회

### 감독상
- 백경서 수상

### 남우주연상
- 양췬 수상

### 여우주연상
- 이려화 수상

### 남우조연상
- 손월 수상

### 여우조연상
- 장빙옥 수상